# Сан Понцо Семола (Павија)
Сан Понцо Семола је насеље у Италији у округу Павија, региону Ломбардија.
Према процени из 2011. у насељу је живело 140 становника. Насеље се налази на надморској висини од 303 м.